# Hypertelorism

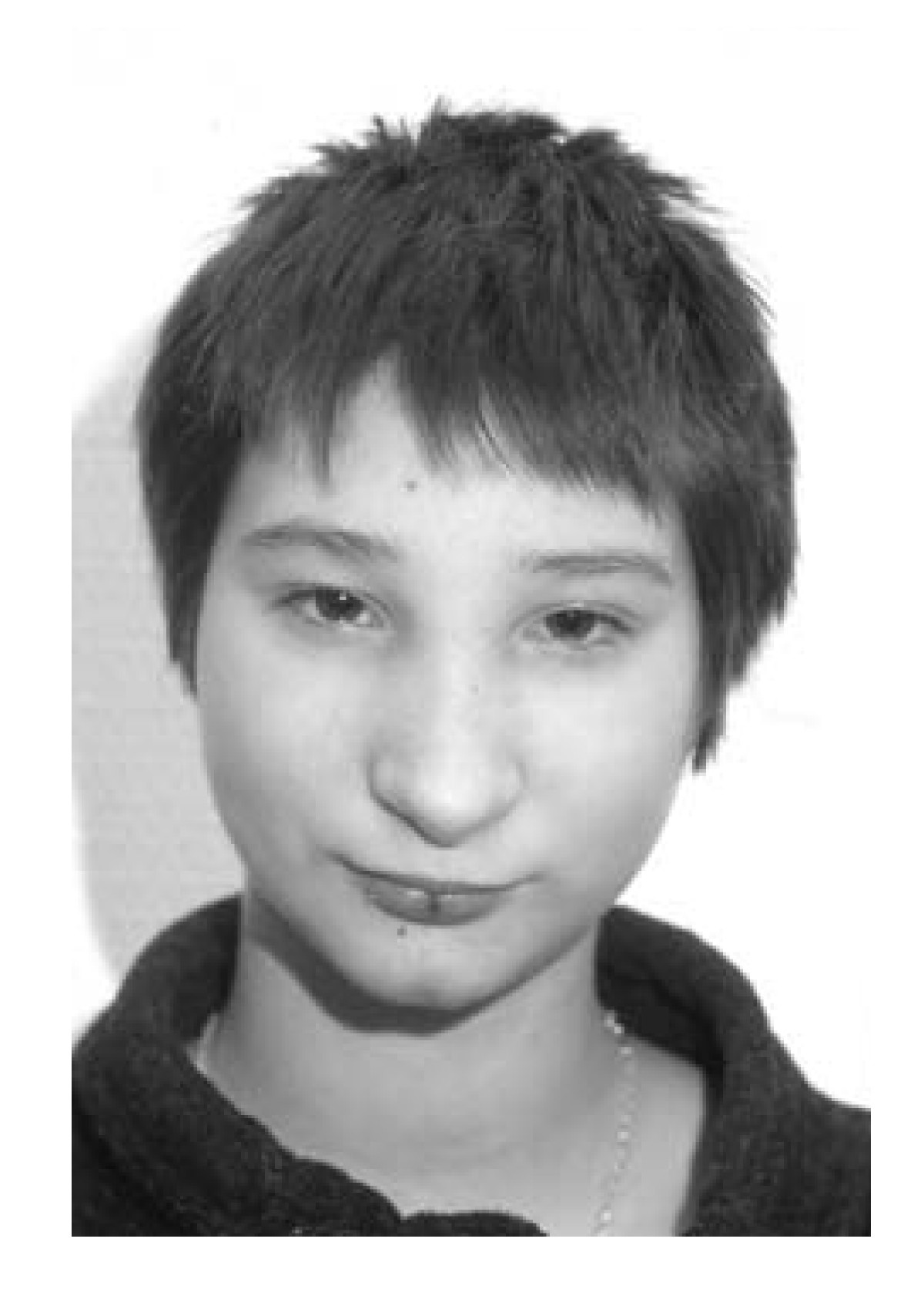
12-årig pojke med hypertelorism.

Hypertelorism är ett medfött tillstånd av för stort avstånd mellan två organ, som regel ögonen (okulär hypertelorism) till följd av en defekt i utvecklingen av kilbenet.
Tillståndet upptäcks ofta vid födseln, genom att avståndet mellan ögonen överstiger det normala avståndet < 2 centimeter. För vuxna betraktas ett avstånd större än 2,5–3 centimeter som hypertelorism. I ICD-10 finns hypertelorism under Q75.2.
Ibland finns ingen direkt orsak till hypertelorismen. Ofta hänger det dock samman med en mer omfattande missbildning av skallen eller ansiktet, och kan förekomma tillsammans med bland annat exoftalmus, skelögdhet, Turners syndrom, deformerad skalle eller näsa, samt förkrympt och utskjutande käkparti. Det kan även uppstår vid XXX syndrom. Det ingår som ett tecken på komplexa syndrom med missbildningar, av vilka några också innefattar störningar i intellektuell eller motorisk utveckling samt neuropsykiatrisk påverkan.